# 東非小沙丁魚
東非小沙丁魚為輻鰭魚綱鲱形目鲱科的其中一種，分布於西印度洋區，包括索馬利亞、肯亞、坦尚尼亞海域，棲息深度1-60公尺，體長可達13公分，棲息在沿海海域，成群活動，以浮游生物為食，可做為食用魚。

## 擴展閱讀
維基物種上的相關：東非小沙丁魚